# 中央防空学校
中央防空学校是1934年国民革命军设立的一所军校。是中国军事史上第一个军事防空机构，既负责培养防空基础干部，也承担了防空指挥与防空部队训练的职能。

## 历史
1933年11月，国民政府军政部航空署在杭州中央航空學校开办防空高射砲班和防空研究班。1934年1月，两个训练班在杭州笕桥合并为防空学校，简称“防校”，隶属于航空署。
- 校长：徐培根(航空署署长兼)/黄镇球（1934年7月10日升任）
- 教育长：黄镇球（1934年5月军政部兵工制造研究委员会副主任兼，取代徐培根成为防校负责人）/冯秉权（1934年7月10日升任）
- 教育总队（原防空高射砲班）：总队长缪范少将。设
  - 练习大队
  - 通讯大队
  - 甲种高射炮大队：招黄埔七、八期毕业生，学制6个月至1年，结业后回原部队。
  - 学生队：招地方高中毕业生，学制三年。要求高中文化。队长夏禄敏。
  - 軍士連/学兵队：学制一年，结业后任班长。要求高小學歷[3]。
- 照测大队（原防空探照灯组）：队长冯秉权兼
- 军队防空训练班：招军队干部
- 民间防空研究班
- 机械士队：招初中毕业生
- 修理厂
- 防空独立营：担负防空作战任务。1935年1月成立防空独立（高炮）营，营长廖谨喻，辖3个连12门炮，是中国军事史上第一支防空作战力量。

1935年上半年，学校迁南京光华门与通济门之间的通光营房，更名为中央防空学校。
抗战爆发前，中央防校组建了9个高射炮团和一些独立营、大队：
- 第41团：团长李恒华
- 第42团：团长缪范
- 第43团：团长唐镇
- 第44团：团长林中喻
- 第45团：团长辛文瑞
- 第46团：团长杨煜民
- 第47团：团长李申之
- 第48团：团长文山
- 第49团：待编

抗日戰爭前購入28門波佛斯75毫米口徑M1929高射炮、4具德國西門子公司150公分直徑探照燈、蔡司公司製焦基線長度2公尺之測距儀、匈牙利伽馬公司製葛馬高射機械計算機（Gamma-Juhász légvédelmi lőelemképző，中文稱葛馬指揮儀）和相關的空中聽音器，瞄準和指揮設備，在1934與1936年分兩批次運達中國。28門砲以每連4門的方式組成6個高射炮兵連，在1937年與增購的60门Flak 18 37公厘高射炮、20毫米蘇羅通ST-5機炮、維克斯13.2公厘高射機槍共同編成國民革命軍砲兵第四十一團，團長為前防空學校教育長李恒華，下轄5個營、17個連之大小口徑防砲，擔任首都南京的防空任務。
照测队也发展了9个大队。
抗日战争爆发后，南京陷落前学校撤至武汉徐家棚但已经遭到严重损失。迁至湖南衡阳，后迁至广西桂林。1938年11月迁至贵阳花溪桐木岭。担负教育训练和指挥调度全国防空部队作战的双重任务。
从苏联大量进口、装备了1931年型(3-K)76公厘高射炮、1.5米直径探照灯。
1944年11月，日机24架轰炸麻尾，防校所属的高射炮第43团从广西撤退途经此地，高射炮兵第三区（湘粤桂浙闽赣6省）指挥官岑铿少将、高炮43团团长林泽寰上校被炸死，高炮47团团长黄震宇上校轻伤，官兵被炸死三百多人，麻尾大轰炸遇难达6000余人。
抗日战争胜利后，组织机构几度缩编。1947年冬防校率高炮41团迁北平。1948年冬，更名为空军防空学校。1949年初，迁台湾花莲。在大陆15年共开办各类专业训练班200多期，训练各类人员2万多人。